# Peristylus nematocaulon
Peristylus nematocaulon är en orkidéart som först beskrevs av Joseph Dalton Hooker, och fick sitt nu gällande namn av Banerji och P.Pradhan. Peristylus nematocaulon ingår i släktet Peristylus och familjen orkidéer. Inga underarter finns listade i Catalogue of Life.